# Børsmose Kirke
Børsmose Kirke er en sognekirke i området Børsmose ved Vestkysten i Varde Kommune.
Kirken rummer en broderet altertavle tegnet af professor Martin Nyrup samt figurer skåret af Peter Steens forestillende apostler. Kirken blev opført i 1902 på initiativ af Aals sogepræst Jens Nicolai Schou, og da området omkring den i 1968 blev eksproprieret af militæret, fik den lov til at fortsætte.

## Eksterne kilder og henvisninger
- Børsmose Kirke hos KortTilKirken.dk

- Wikimedia Commons har flere filer relateret til Børsmose Kirke